# Bezludiwka
Bezludiwka (ukr. Безлюдівка) – osiedle typu miejskiego na Ukrainie, w obwodzie charkowskim, w rejonie charkowskim, nad rzeką Udą.
Ściśle przylega do południowej granicy miasta Charkowa.
W pobliżu znajdują się jeziora: Nahoriwśke i Pidboriwśke.

## Historia
Miejscowość została założona w 1677 roku. W 1938 roku otrzymała status osiedla typu miejskiego.
W 1989 liczyła 10 384 mieszkańców.
W 2013 roku liczyło 9698 mieszkańców.